# VPEAT
VPEAT(영어: Visang Premier English Ability Test)는 청소년을 위한 영어 공인 시험의 하나로, 비상교육이 주관한다.

## 등급
- Pre A
- A
- A+
- AA
- AA+

## 같이 보기
- G-TELP Jr.
- TOEFL Junior
- TOEFL Primary
- TOEIC Bridge
- JET